# Спорыш Белларди
Споры́ш Белларди (лат. Polýgonum bellárdii), — однолетнее растение, вид рода Спорыш (Polygonum) семейства Гречишные (Polygonaceae). Встречается также под устаревшим синонимичным названием Горе́ц Белла́рди.

## Ботаническое описание
Однолетнее травянистое растение с голыми жёлто-зелёными вегетативными частями, со слабым сизоватым оттенком. Стебли прямостоячие, продольно бороздчатые, 20—60 см высотой, многократно разветвлённые, междоузлия 3—5 см длиной.
Листья до 4 см длиной и до 1 см шириной, эллиптические, ланцетные или линейно-ланцетные, почти сидячие или короткочерешчатые. Раструбы 10—12 мм длиной, надрезанные, неокрашенные, опадающие.
Цветки в пазухах верхних и средних листьев, в пучках по 1—4; цветоножки равны по длине раструбу или короче. Околоцветник 2,8—4 мм длиной, розоватый или белый, рассечённый на ⅔—¾ длины
Плоды — орешки, скрытые в неопадающих листочках околоцветника; сами плоды 2,4—3 мм длиной, трёхгранные в сечении, едва блестящие, покрытые заметными продольными морщинками.

## Распространение и экология
Встречается на открытых местах, часто по нарушенным участкам, у дорог, в городах, на солонцах, в посевах.
Распространён по всей Европе кроме северных районов, а также на Кавказе, в Иране.

## Таксономия и систематика
Растение названо именем итальянского ботаника Лудовико Белларди (1741—1826).

### Синонимы
Гомотипные:
- Centinodium bellardii (All.) Fourr., 1869
- Polygonum aviculare subsp. bellardii (All.) Bonnier & Layens, 1894
- Polygonum aviculare var. bellardii (All.) Duby, 1828
- Polygonum nudum Dulac, 1867, nom. superfl.

Гетеротипные:
- Polygonum flagelliforme Loisel., 1827
- Polygonum flavescens Jord. ex Nyman, 1881, nom. inval.
- Polygonum kitaibelianum Sadler, 1825
- Polygonum patulum subsp. kitaibelianum (Sadler) Asch. & Graebn., 1913
- Polygonum ramiflorum Janka, 1860
- Polygonum strictum Ledeb., 1830
- Polygonum tiflisiense Kom., 1936
- Polygonum virgatum Loisel., 1827

и другие.